# Costa Rica nos Jogos Olímpicos de Verão de 1936
A Costa Rica participou dos Jogos Olímpicos de Verão de 1936 em Berlim, na Alemanha. O seu único participante, Bernardo de la Guardia, competiu na prova individual de sabre.